# Geschichte des Königs und des Wanderers
Die Geschichte des Königs und des Wanderers ist ein orientalisches Märchen aus den Geschichten aus Tausendundeiner Nacht. Sie ist als Schachtelgeschichte Teil der größeren Geschichte des Königs Kalad und seines Wesirs Schimas.
Die Kurzgeschichte erzählt vom bitteren Ende, das Tyrannen nehmen.

## Handlung
Einst lebte im Westen ein König, der sehr gewalttätig war, und sowohl seine Untertanen als auch Fremde, die in sein Land kamen, unterdrückte. Jeder Fremde fürchtete sich das Land zu durchqueren, da der König ihm vier Fünftel seines Besitzes wegnahm. Einst besuchte ein Wanderer, der von Jugend an nur von Gottesdienst lebte, die Stadt des Königs. Sobald er ans Tor kam, fielen die Beamten über ihn her, um seinen Besitz zu nehmen, fanden aber nur zwei Kleider bei ihm, von denen ihm sie eins abnahmen. Der Wanderer klagte, er werde sich beim König beschweren, woraufhin sie erklärten, dass sie in dessen Befehl handelten. Der Wanderer beschloss, den König zu besuchen, um zu sehen, ob die Leute die Wahrheit sagten. Da die Wachen ihn nicht hineinließen und misshandelten, wartete er vor dem Palast bis der König zur Jagd hinauskam. Als er ihm sein Schicksal klagte, ließ der König ihn einsperren, um ihn am nächsten Morgen hinzurichten. Im Gefängnis flehte der Wanderer Gott um Hilfe an und um die Bestrafung des Königs. Der Gefängniswärter hörte das Gebet, und als in der Nacht ein Feuer ausbrach und den König mit seiner ganzen Familie und die ganze Stadt zu Asche verwandelte, glaubte er, dass dies nur dem Gebet geschuldet war. Er befreite den Wanderer und rettete sich mit ihm in eine andere Stadt.